# Río Tana (Cuba)
El río Tana es el río más caudaloso y largo de la provincia de Las Tunas en Cuba. Se ubica en la vertiente sur de la isla, y corre en dirección norte-sur. Aunque su nacimiento se ubica dentro de la provincia de Camagüey, discurre casi enteramente por la provincia de Las Tunas, y más específicamente por el municipio de Colombia.
El río tiene una longitud total de 68.9 km. Su cuenca hidrográfica tiene una superficie de 502,9 km². El Tana atraviesa la ciudad de Colombia, cabecera del municipio del mismo nombre.